# Regions Morgan Keegan Championships and the Cellular South Cup 2005
Il Regions Morgan Keegan Championships and the Cellular South Cup 2005 è stato un torneo giocato sul cemento indoor del Racquet Club of Memphis a Memphis nel Tennessee. 
È stata la 104ª edizione del Regions Morgan Keegan Championships e la 20ª del Cellular South Cup,
facente parte dell'ATP International Series Gold nell'ambito dell'ATP Tour 2005, 
e del Tier III nell'ambito del WTA Tour 2005.

## Campioni

### Singolare maschile
Kenneth Carlsen ha battuto in finale  Maks Mirny con il punteggio di 7–5, 7–5.

### Singolare femminile
Vera Zvonarëva ha battuto in finale  Meghann Shaughnessy con il punteggio di 7–6(3), 6–2.

### Doppio maschile
Simon Aspelin /  Todd Perry hanno battuto in finale  Bob Bryan /  Mike Bryan con il punteggio di 6–4, 6–4.

### Doppio femminile
Miho Saeki /  Yuka Yoshida hanno battuto in finale  Laura Granville /  Abigail Spears  6–3, 6–4.